# Милан Милетић
Милан Милетић (Лапово, 22. март 1950) српски је сликар и стрипар.

## Биографија
Дипломирао је на Академији ликовних уметности у Београду. Живи и ради у Горњем Милановцу као слободан уметник. Као сликар је излагао је на преко сто групних изложби и тринаест самосталних. Примио је више домаћих и међународних награда.
Илустрације и стрипове је објављивао у Политикином Забавнику и издањима „Дечјих новина“, „Форума“, „Дневника“, „Ослобођења“...
Од стрипова најзначајније су му вестерн серије „Кочиз“ (142 табле) и „Ларами“ (510 табли, објављиван и у Француској), и серије посвећене српској/словенској прошлости „Кнез Војислав“ (46) и „Ратници из Арконе“ (138).